# Уріччя (Вілейський район)
Уріччя (біл. вёска Урэчча) — село в складі Вілейського району Мінської області, Білорусь. Село підпорядковане Нарочанській сільській раді, розташоване в північній частині області.